# Dobieszów (powiat głubczycki)
Dobieszów (cz. Dobešovy, niem. Dobersdorf) – wieś w Polsce położona w województwie opolskim, w powiecie głubczyckim, w gminie Głubczyce, w południowo-wschodniej części Gór Opawskich.
W latach 1954–1959 wieś należała i była siedzibą władz gromady Dobieszów, po jej zniesieniu w gromadzie Kolonia Mokre. W latach 1975–1998 miejscowość należała administracyjnie do województwa opolskiego.
W 1945 roku stacjonowała w Dobieszowie strażnica Wojsk Ochrony Pogranicza.
Miejscowość znajduje się w Obszarze Chronionego Krajobrazu Rejon Mokre – Lewice. Leży na terenie Nadleśnictwa Prudnik (obręb Prudnik).

## Nazwa
Heinrich Adamy w swoim spisie nazw miejscowych na Śląsku wydanym w 1888 r. we Wrocławiu wymienia pierwotną nazwę miejscowości jako Dobierzów, podając jej znaczenie Noch dazu genommener, angesugter Ort. Nazwa miejscowości została później fonetycznie zgermanizowana na Dobersdorf i utraciła swoje pierwotne znaczenie.

## Historia
Do głosowania podczas plebiscytu na Górnym Śląsku uprawnionych było w Dobieszowie 310 osób, z czego 194, ok. 62,6%, stanowili mieszkańcy (w tym 183, ok. 59,0% całości, mieszkańcy urodzeni w miejscowości). Oddano 303 głosy (ok. 97,7% uprawnionych), w tym 303 (100%) ważne; za Niemcami głosowały 303 osoby (ok. %), a za Polską 0 osób (0,0%).

## Zabytki
Do wojewódzkiego rejestru zabytków wpisany jest kościół filialny pw. Niepokalanego Poczęcia NMP, z XVI wieku, 1740 r., z połowy XIX w.